# Robbie Blake
Robert James "Robbie" Blake (ur. 4 marca 1976 w Middlesbrough) – angielski piłkarz występujący na pozycji skrzydłowego lub napastnika w Boltonie.